# Iridomyrmex coeruleus
Iridomyrmex coeruleus es una especie de hormiga del género Iridomyrmex, subfamilia Dolichoderinae. Fue descrita científicamente por Heterick & Shattuck en 2011.
Se distribuye por Australia y Papúa Nueva Guinea. Se ha encontrado a elevaciones de hasta 767 metros. Vive en microhábitats como el césped y el forraje.